# Cody Fern
Cody Fern (Southern Cross, 6 de julho de 1988) é um ator australiano. Ele é mais conhecido por interpretar David Madson em  The Assassination of Gianni Versace: American Crime Story e seus papéis em American Horror Story.

## Filmografia

### Cinema
| Ano  | Título                      | Papel             | Notas          |
| ---- | --------------------------- | ----------------- | -------------- |
| 2008 | Hole in the Ground          | Zack              | Curta-metragem |
| 2010 | Still Take You Home         | Milk              | Curta-metragem |
| 2010 | Drawn Home                  | Steve             | Curta-metragem |
| 2013 | The Last Time I Saw Richard | Richard           | Curta-metragem |
| 2017 | Pisces                      | Charlie           | Curta-metragem |
| 2017 | The Tribes of Palos Verdes  | Jim Mason         |                |
| 2018 | The Great Darkened Days     | Vendedor viajante |                |
| 2022 | Father Stu                  | Jacob             |                |
| 2023 | Fairyland                   | Eddie             |                |
| 2025 | Jimpa                       | Ele mesmo         |                |

### Televisão
| Ano       | Título                                                    | Papel                      | Notas        |
| --------- | --------------------------------------------------------- | -------------------------- | ------------ |
| 2018      | The Assassination of Gianni Versace: American Crime Story | David Madson               | 4 episódios  |
| 2018      | American Horror Story: Apocalypse                         | Michael Langdon            | 10 episódios |
| 2018      | House of Cards                                            | Duncan Shepherd            | 6 episódios  |
| 2019      | American Horror Story: 1984                               | Xavier Plympton            | 9 episódios  |
| 2021      | Eden                                                      | Andy Dolan                 | 7 episódios  |
| 2021-2022 | American Horror Stories                                   | Stan Vogel / Thomas Browne | 2 episódios  |
| 2021      | American Horror Story: Double Feature                     | Valiant Thor               | 2 episódios  |
| 2025      | Foundation                                                | Toran Mallow               |              |

### Video game
| Ano  | Título                   | Papel      |
| ---- | ------------------------ | ---------- |
| 2023 | Star Wars Jedi: Survivor | Dagan Gera |